# Мінезанг

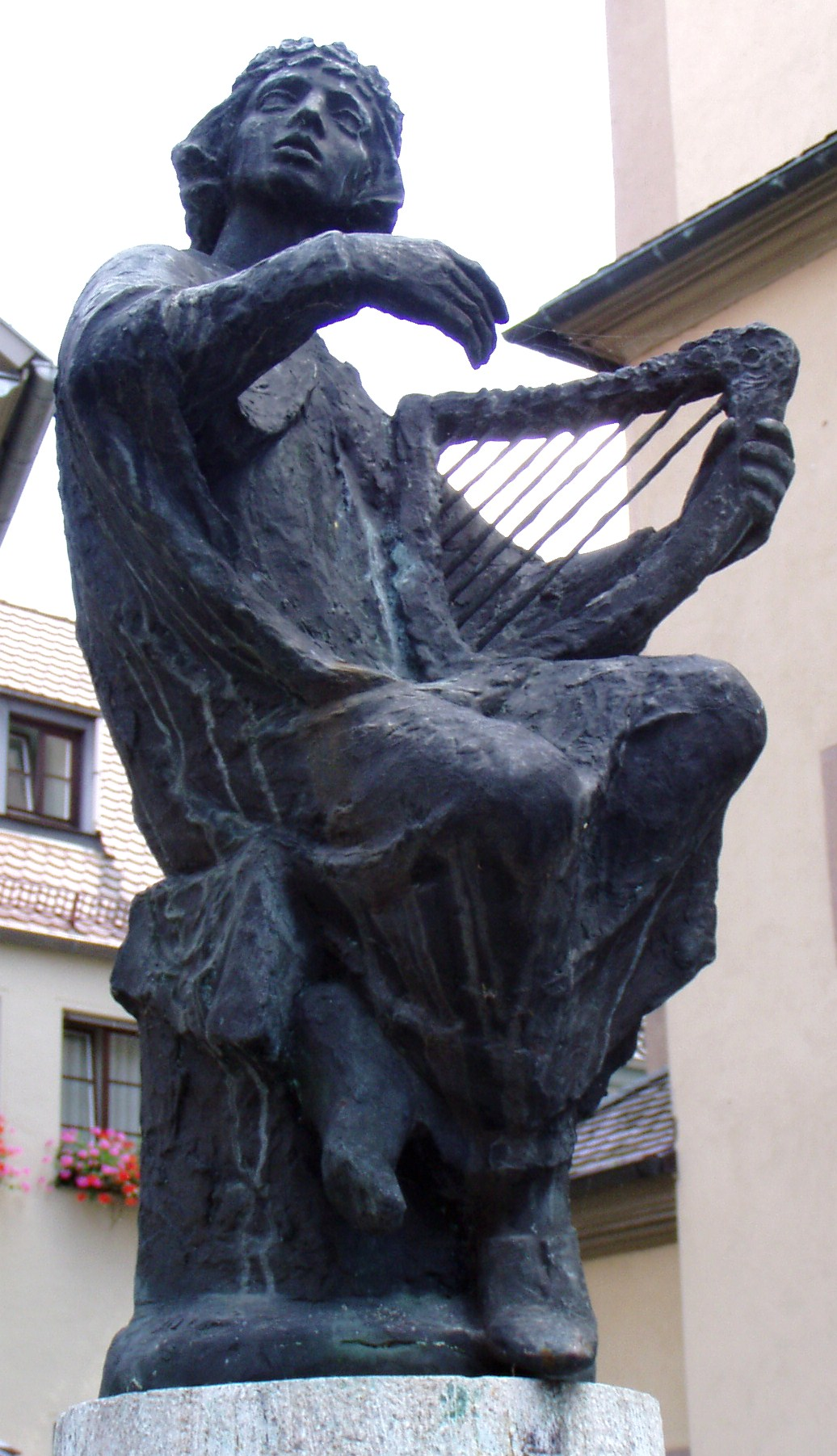
Мінезінгер Отто фон Ботенлаубен (Botenlauben-Brunnen, Бад-Кіссінген)

Мінезанг (середньовічне нім. Minnesang) — термін, введений німецькими вченими в XVIII столітті для позначення німецької ранньої середньовічної лицарської лірики на противагу пізньому стилю мейстерзангу. Мінезингери — німецькі ліричні поети-співаки, оспівували лицарську любов, любов до Дами, служіння Богу і сюзерену, хрестові походи. Основні жанри: любовна пісня (Minnelied), шпрух (Spruch), Лейх (Leich), хрестова пісня (Kreuzlied).
Поезія мінезингерів збереглася досі, наприклад, у Гейдельберзькому рукописі.
Музика раннього й класичного мінезангу майже повністю втрачена. Збереглися пісні пізніх мінезингерів.

## Значення терміна

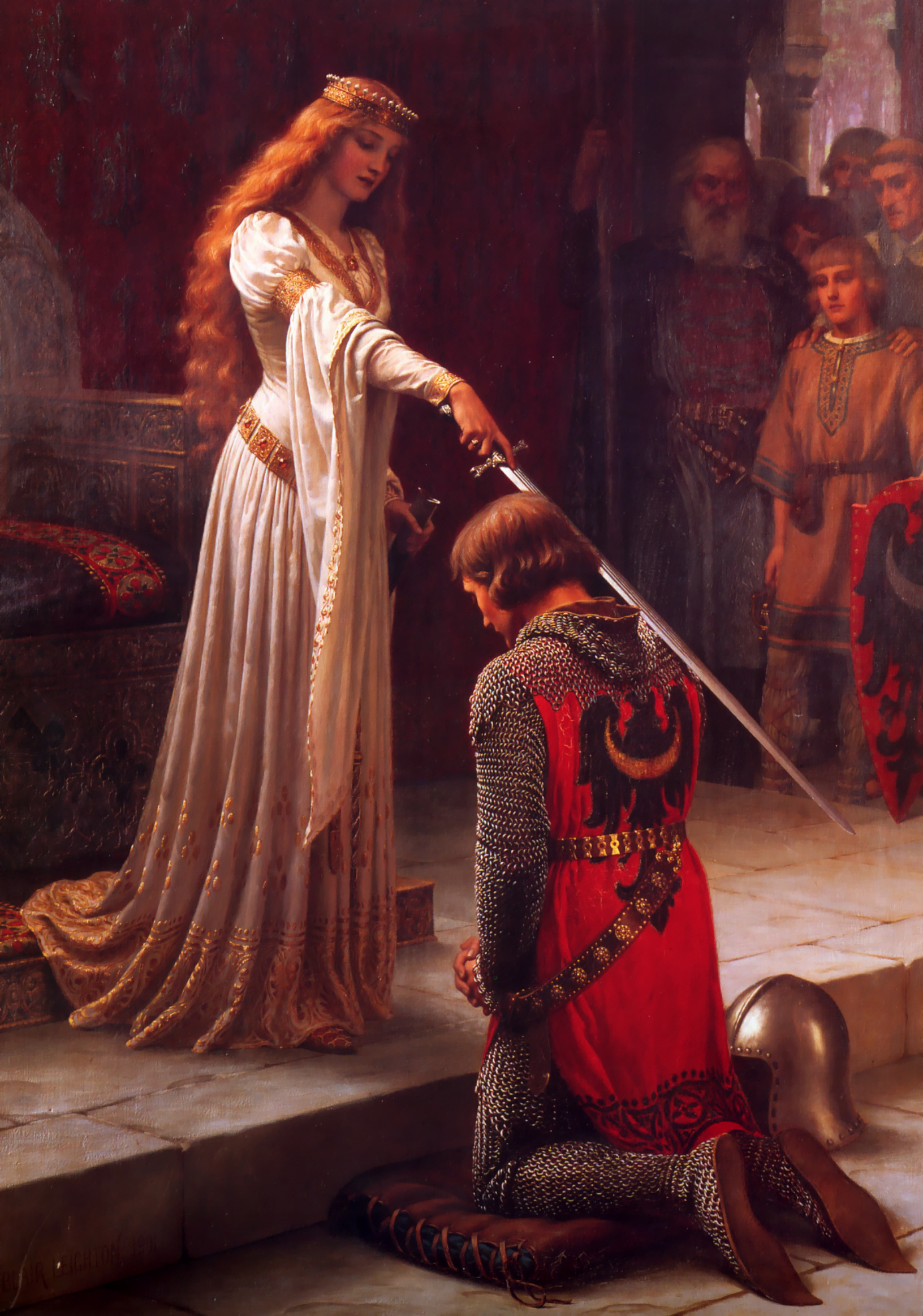
Посвячення в лицарі. «Акколада» (Гвіневера та Ланселот), Едмунд Лайтон, 1901

«Мінезанг» використовується в декількох значеннях.
У широкому розумінні поняття мінезанг об'єднує кілька жанрів: світську лицарську лірику, любовну (латиною і німецькою) поезію вагантів і шпільманів, а також пізнішу «придворну (куртуазну) сільську поезію» (нім. höfische Dorfpoesie).
У вузькому сенсі під мінезангом розуміють зовсім конкретний стиль німецької лицарської лірики — куртуазну літературу, що виникла під впливом трубадурів Провансу, Франції і Фландрії.
Багатозначність поняття зумовила нескінченні суперечки про національну приналежність мінезангу і витоки його виникнення.

## Ранній мінезанг
Розвиваючись від одного жанру до іншого, мінезанг залишався творчістю одного і того самого прошарку феодального суспільства — лицарства. «Міне» означало «даму серця, любов».
Перші літературні пам'ятники мінезангу, пов'язані з останньою чвертю XII ст., свідчать про завершення процесу злиття міністеріалів і вільного дворянства в єдиний привілейований стан — лицарство. При всій своїй еклектичності стиль раннього мінезангу, висхідний до творчості шпільманів, строфічної формам в ліриці вагантів і народним пісням, виявляє риси приналежності до лицарського стану: вихваляння лицарства і протиставлення його селянству, перенесення відносин між васалом і сеньйором на любовні відносини між лицарем і його знатної Дами, виражаються в служінні їй, а також лицарська «зарозумілість» (hôhvart). До раннього періоду мінезангу заведено відносити також мінезингерів, що оспівують любов не тільки до Дами серця, але також любов до Бога і до битв. Мінезингерів, що описують Хрестові походи, називали поетами-лицарями. До раннього етапу розвитку мінезангу відноситься творчість таких поетів-лицарів як Кюренберґ, Мейнлох, Регенсбург, Дітмар фон Айст. Також варто відзначити знамениту римовану хроніку Лівонського Хрестового походу, приписувану поету і менестрелю Дітлебу фон Альнпеке.

## Класичний мінезанг

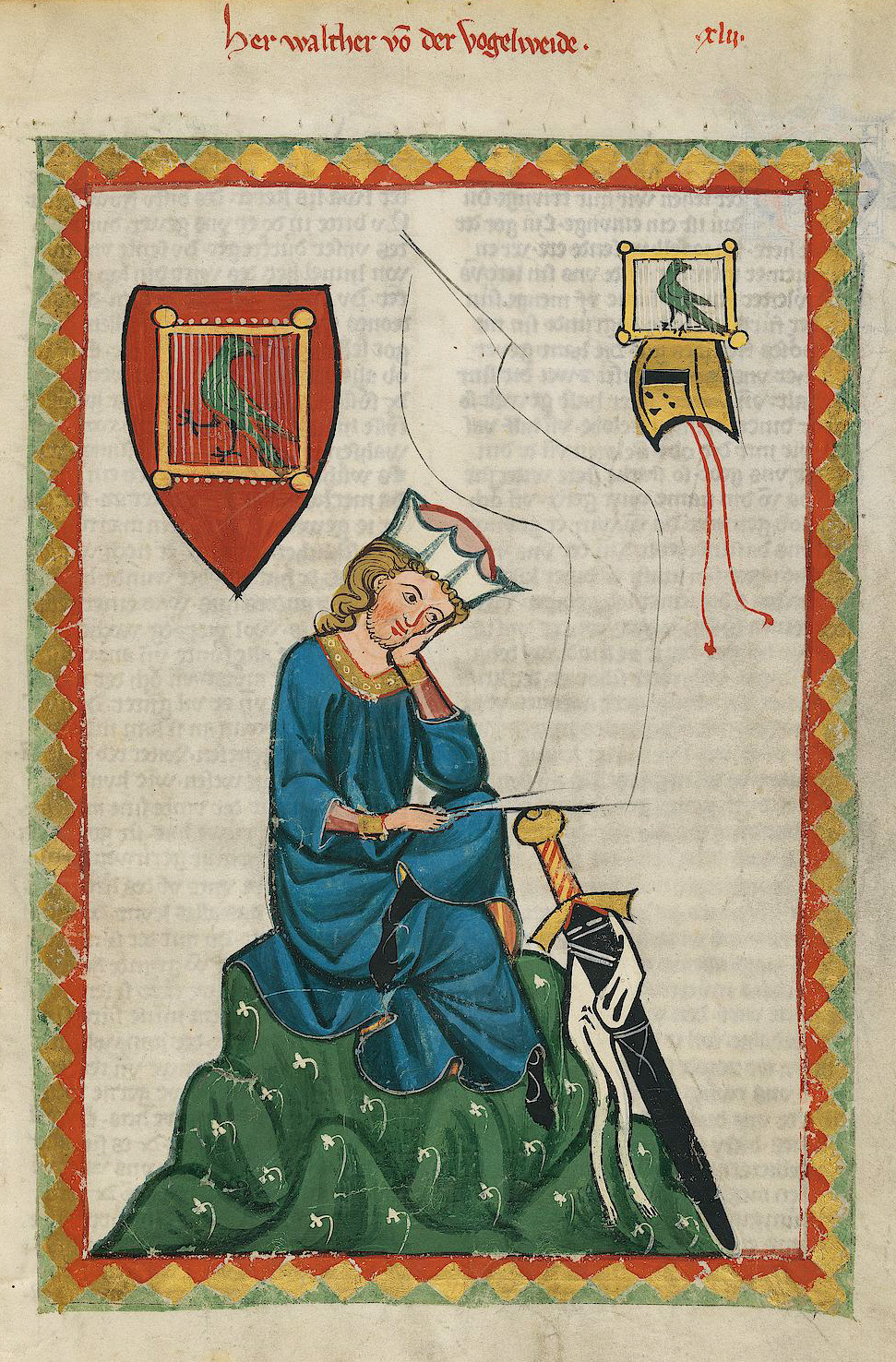
Вальтер фон дер Фогельвейде. Гейдельберзькому рукопис. Бл. 1300

З ростом класової самосвідомості лицарства і посиленням культурного обміну в середньовічній Європі розвивається і творчість мінезінгерів. Великий вплив на мінезанг справила творчість трубадурів Провансу, Франції і Фландрії. До XIII ст. мінезанг приймає форму, яка визначається вузьким значенням терміна, як яскравий зразок формального мистецтва з чітко встановленими елементами: вигаданими любовними почуттями і певним сюжетом. Майстерність мінезінгера полягає у віртуозному володінні цими елементами. Класичний етап у розвитку мінезангу представляють Генріх фон Морунген, Фрідріх фон Хаузен, Рудольф фон Феніс, Гартман фон Ауе, Вольфрам фон Ешенбах, Рейнмар Старий, Вальтер фон дер Фоґельвайде, Ульріх фон Ліхтенштейн тощо.
Слідом за розквітом в XIII ст. швидко наступає занепад мінезангу. Обмежена тематика куртуазної лірики з розвитком середньовічного суспільства була витіснена політичною сатирою Вальтера фон дер Фогельвейде, народними піснями Нейдхарта фон Рейенталя і Готфріда фон Нейфіла.
З усім тим, куртуазний мінезанг залишився в історії літератури і навіть відродився в лицарській ліриці XV ст., яка наслідувала мінезінгерів. «Останніми мінезингерами» стали Гуго фон Монфорт (1357—1423) і Освальд фон Волькенштейн (1369—1445). У зміненому соціальному середовищі бюргерства з'являється мейстерзанг.

### Інше
- Від цього терміна походить назва астероїда 58163 Мінезанг[1].

## Відомі мінезингери
- Кюренберґ
- Фрауенлоб
- Рейнмар фон Хагенау
- Вальтер фон дер Фоґельвайде
- Генріх фон Морунген
- Тангейзер
- Дітмар фон Айст
- Генріх фон Фельдеке
- Гартман фон Ауе
- Рудольф фон Феніс
- Гуго фон Монфорт